# ویلیام گوردون کامرون
ویلیام گوردون کامرون (انگلیسی: William Gordon Cameron؛ ۱۶ اکتبر ۱۸۲۷ – ۲ مارس ۱۹۱۳) فرد نظامی اهل پادشاهی متحد بریتانیای کبیر و ایرلند بود. وی همچنین برندهٔ جوایزی همچون نشان حمام شده‌است.